# Norma Shearer
Pour les articles homonymes, voir Shearer.
Norma Shearer, de son vrai nom Edith Norma Shearer, est une actrice américaine d'origine canadienne née le 11 août 1902 à Montréal au Québec et morte le 12 juin 1983 à Woodland Hills en Californie.

## Biographie
Elle est la sœur d'Athole Shearer, épouse d'Howard Hawks, et de Douglas Shearer, l'un des premiers grands spécialistes des effets spéciaux au cinéma. Durant l'adolescence, elle étudie à l'école secondaire de Westmount.

## Les débuts

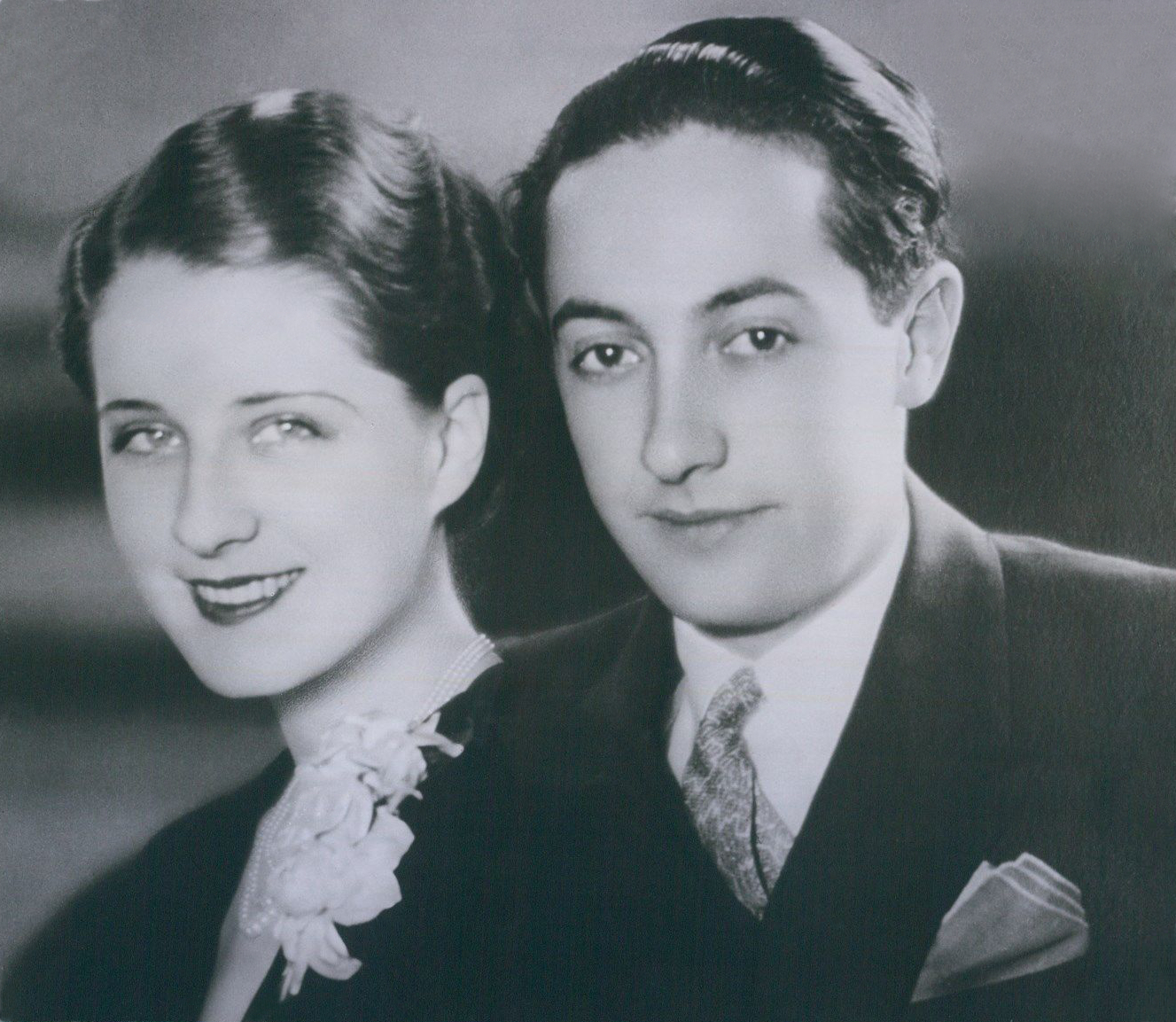
Irving Thalberg et Norma Shearer en 1928

Enfant, elle apprend le ski, la natation, le patinage, ainsi qu'à jouer des instruments tels que le piano. À neuf ans, elle assiste à une représentation des Dolly Sisters et décide qu'elle veut devenir actrice. À 14 ans, elle gagne un concours de beauté local et sent que cela est son point de départ vers la star qu'elle veut devenir. En 1920, sa mère emmène ses deux filles à New York, où elle les encourage à entrer dans les Ziegfeld Follies. C'est un échec, mais Norma Shearer réussit tout de même à se faire engager comme figurante dans plusieurs films, les premiers étant The Sign on the Door (1920) et La Gamine (The Flapper) (1920).
Elle attire ainsi l'attention du chasseur de talents Irving Thalberg qui lui offre en 1923 un contrat de cinq ans avec la Metro-Goldwyn-Mayer (MGM) qu'il vient de rejoindre. Dans les années suivantes, elle participe à plusieurs petites productions du studio qui lui permettent d'améliorer son image et son jeu d'actrice.
Elle finit par épouser en 1927 Irving Thalberg, devenu vice-président de la MGM et producteur influent. Elle est alors surnommée « la First Lady du grand écran » et essuie les critiques d'un mariage d'intérêt. Le couple aura deux enfants.

## Consécration

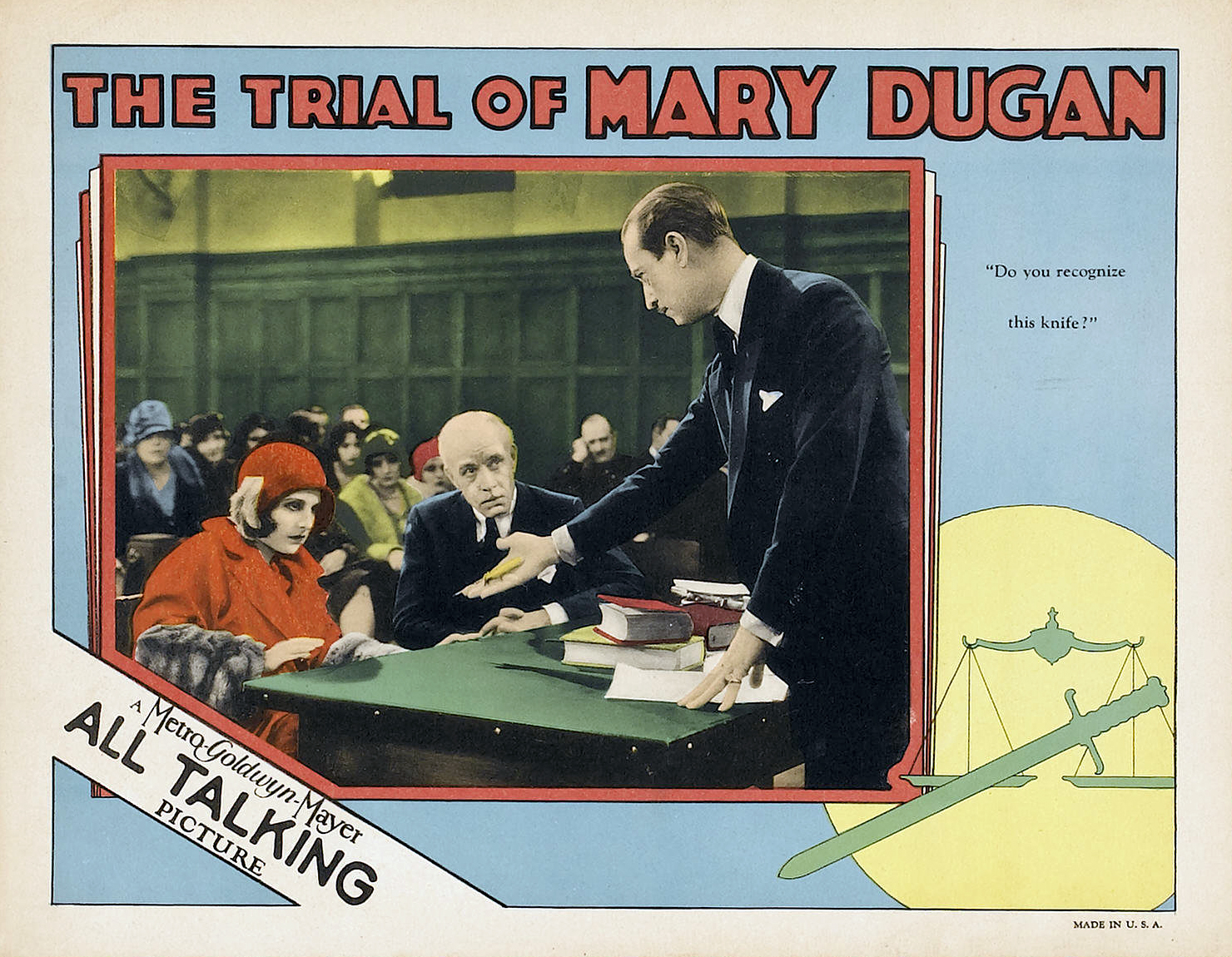
Le Procès de Mary Dugan, 1929.

Son premier succès en tant qu'actrice est le rôle de Kathi dans Le Prince étudiant (1927). Le cinéma connaît quelques changements, mais Norma Shearer n'a aucun problème à faire la transition du cinéma muet au cinéma parlant. Son premier film parlant est Le Procès de Mary Dugan (1929). Quatre films plus tard, elle reçoit un oscar pour le film La Divorcée (1930) et enchaîne les grands rôles : Miss Barrett (1934), Roméo et Juliette (1936) (sa cinquième nomination à l'Oscar de la Meilleure Actrice).

## Fin de carrière
La santé de Irving Thalberg est fragile et il meurt d'une pneumonie en septembre 1936, à l'âge de 37 ans. Après la mort de son mari, Norma Shearer veut quitter le monde du cinéma, mais la MGM la convainc de signer un sixième contrat. David O. Selznick lui offre le rôle de Scarlett O'Hara dans Autant en emporte le vent (1939), mais le public s'y oppose formellement. Elle joue alors dans Femmes (1939) et refuse le rôle de Madame Miniver.
Elle se retire du cinéma définitivement après le film Her Cardboard Lover (1942). Cette même année, elle se marie avec le Français Jacques Arrouge, un entraîneur et ancien champion de ski qu'elle a rencontré en Idaho. Elle meurt à l'âge de 80 ans d'une pneumonie à la Motion Picture Country Home en Californie le 12 juin 1983.

## Galerie
|  |  |  |

## Filmographie partielle

### Actrice

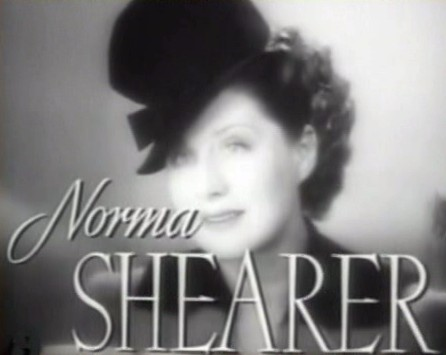
Norma Shearer dans Femmes (1939)

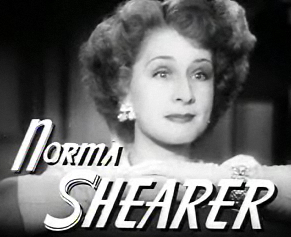
Norma Shearer dans We Were Dancing (1942)

- 1920 : La Gamine (The Flapper) de Alan Crosland  - Non créditée : extra
- 1920 : À travers l'orage (Way Down East) de David Wark Griffith - Non créditée: la danseuse de la grange
- 1920 : The Restless Sex - Non créditée : extra
- 1920 : Torchy's Millions - Non créditée : petit rôle
- 1920 : The Stealers - Julie Martin
- 1921 : The Sign on the Door - Non créditée : petit rôle
- 1922 : The Leather Pushers - Non créditée : rôle indéterminé
- 1922 : The End of the World
- 1922 : The Man Who Paid : Jeanne Thornton
- 1922 : Channing of the Northwest : Jess Driscoll
- 1922 : The Bootleggers : Helen Barnes
- 1923 : A Clouded Name : Marjorie Dare
- 1923 : Man and Wife : Dora Perkins
- 1923 : The Devil's Partner : Jeanne
- 1923 : Le Vertige du plaisir (Pleasure Mad) de Reginald Barker : Elinor Benton
- 1923 : The Wanters : Marjorie
- 1923 : Lucretia Lombard : Mimi Winship
- 1923 : The Wolf Man de Edmund Mortimer : Elisabeth Gordon
- 1924 : The Trail of the Law : Jerry Vardon
- 1924 : Blue Water : Lillian Denton
- 1924 : Broadway After Dark : Rose Dulane
- 1924 : Broken Barriers : Grace Durland
- 1924 : Empty Hands : Claire Endicott
- 1924 : Larmes de clown (He who gets slapped) de Victor Sjöström : Consuelo
- 1924 : The Snob : Nancy Claxton
- 1925 : Le Train de 6 heures 39  (Excuse Me) d'Alfred J. Goulding : Marjorie Newton
- 1925 : Lady of the Night de Monta Bell : Molly
- 1925 : Waking Up the Town : Mary Ellen Hope
- 1925 : Les Feux de la rampe (Pretty Ladies) de Monta Bell : Frances White
- 1925 : Une femme sans mari (A Slave of Fashion), de Hobart Henley : Katherine Emerson
- 1925 : La Tour des mensonges (The Tower of Lies) de Victor Sjöström : Glory ou Goldie
- 1925 : His Secretary : Ruth Lawrence
- 1926 : Le Cirque du diable (The Devil's Circus) de Benjamin Christensen : Mary
- 1926 : Maître Nicole et son fiancé (The Waning Sex) de Robert Z. Leonard : Nina Duane
- 1926 : En scène (Upstage) : Dolly Haven
- 1927 : The Demi-Bride : Criquette
- 1927 : L'Homme de la nuit (After Midnight) de Monta Bell : Mary Miller
- 1927 : Le Prince étudiant (The Student Prince in Old Heidelberg) de Ernst Lubitsch : Kathi
- 1928 : Chiffonnette (The Latest from Paris) de Sam Wood : Ann Dolan
- 1928 : The Actress : Rose Trelawny
- 1928 : Au fil de la vie (A Lady of Chance) de Robert Z. Leonard : Dolly 'Angel Face' Morgan Crandall
- 1929 : Le Procès de Mary Dugan (The Trial of Mary Dugan) de Bayard Veiller : Mary Elizabeth Dugan
- 1929 : The Last of Mrs. Cheyney de Sidney Franklin : Fay Cheyney
- 1929 : Désirs (Their Own Desire) de E. Mason Hopper : Lucia 'Lally' Marlett
- 1929 : Hollywood chante et danse (The Hollywood Revue of 1929) de Charles Reisner : elle-même, Juliet
- 1930 : La Divorcée (The Divorcee) de Robert Z. Leonard : Jerry Bernard Martin
- 1930 : Soyons gai (Let Us Be Gay) de Robert Z. Leonard : Mrs. Katherine Brown
- 1931 : Les Bijoux volés (The Slippery Pearls) de William C. McGann : Caméo
- 1931 : Strangers May Kiss de George Fitzmaurice : Lisbeth Corbin
- 1931 : Âmes libres (A Free Soul) de Clarence Brown : Jan Ashe
- 1931 : Vies privées (Private Lives) de Sidney Franklin : Amanda
- 1932 : Chagrin d'amour (Smilin' Through) de Sidney Franklin : Kathleen (créditée) / Moonyeen (non créditée)
- 1932 : Strange Interlude de Robert Z. Leonard : Nina Leeds
- 1933 : Au pays du rêve (Going Hollywood) de Raoul Walsh - Non créditée : elle-même
- 1934 : Quand une femme aime (Riptide) d'Edmund Goulding : Lady Mary Rexford
- 1934 : Miss Barrett (The Barretts of Wimpole Street) de Sidney Franklin : Elizabeth Barrett
- 1936 : Roméo et Juliette (Romeo and Juliet) de George Cukor : Juliette, fille des Capulet
- 1938 : Marie-Antoinette de W.S. Van Dyke : Marie 'Toni'  Antoinette
- 1938 : Hollywood Goes to Town - Film documentaire - Non créditée : elle-même
- 1939 : La Ronde des pantins (Idiot’s Delight) de Clarence Brown : Irene Fellara
- 1939 : Femmes (The Women) de George Cukor : Mrs. Stephen Haines (Mary)
- 1940 : Escape de Mervyn LeRoy : La comtesse Ruby von Treck
- 1942 : Danse autour de la vie (We were dancing) de Robert Z. Leonard : Victoria Anastasia 'Vicki' Wilomirska
- 1942 : Her Cardboard Lover de George Cukor : Consuelo Croyden
- 1979 : Has Anybody Here Seen Canada A History of Canadian Movies 1939-1953 Documentaire TV - Non créditée : elle-même (au dîner des Oscars en 1942)
- 1992 : L'Œil de Vichy - Film documentaire  - Non créditée
- 1997 : Sports on the Silver Screen - Documentaire TV - Non créditée : elle-même

## Récompenses

### Oscar
- 1930 : Meilleure actrice pour La Divorcée
- 1930 : Nomination Meilleure actrice pour Their Own Desire
- 1931 : Nomination Meilleure actrice pour Âmes libres
- 1935 : Nomination Meilleure actrice pour Miss Barrett
- 1937 : Nomination Meilleure actrice pour Roméo et Juliette
- 1939 : Nomination Meilleure actrice pour Marie-Antoinette

### Mostra De Venise
- 1938 : Coupe Volpi de la Meilleure Interprétation Féminine pour Marie-Antoinette

## Dans la culture
- Dans le film biographique Mank de David Fincher (2020) elle est interprétée par Jessie Cohen.